# Катастрофа DC-8 в Токіо (1982)
Рейс 350 JAL — авіаційна катастрофа, що сталася 9 лютого 1982 року. Літак Douglas DC-8 японської авіакомпанії Japan Airlines (JAL) виконував внутрішній рейс JL350 за маршрутом Фукуока — Токіо, але під час посадки в токійському міжнародному аеропорту Ханеда командир літака Сейдзі Катагірі перевів двигуни в режим реверсу. Інші члени екіпажу спробували виправити ситуацію, але для маневру не вистачило висоти, тому літак впав у Токійську затоку і розломився на дві частини недалеко від початку ЗПС аеропорту Ханеда. У результаті інциденту зі 174 осіб (166 пасажирів і 8 членів екіпажу), що перебували на борту, загинуло 24 людини, ще 77 людей отримали поранення. Причиною катастрофи став один із пілотів, а саме командир Сейдзі Катагірі, який навмисне перевів двигуни в режим реверсу, щоб зробити суїцид.

## Політ

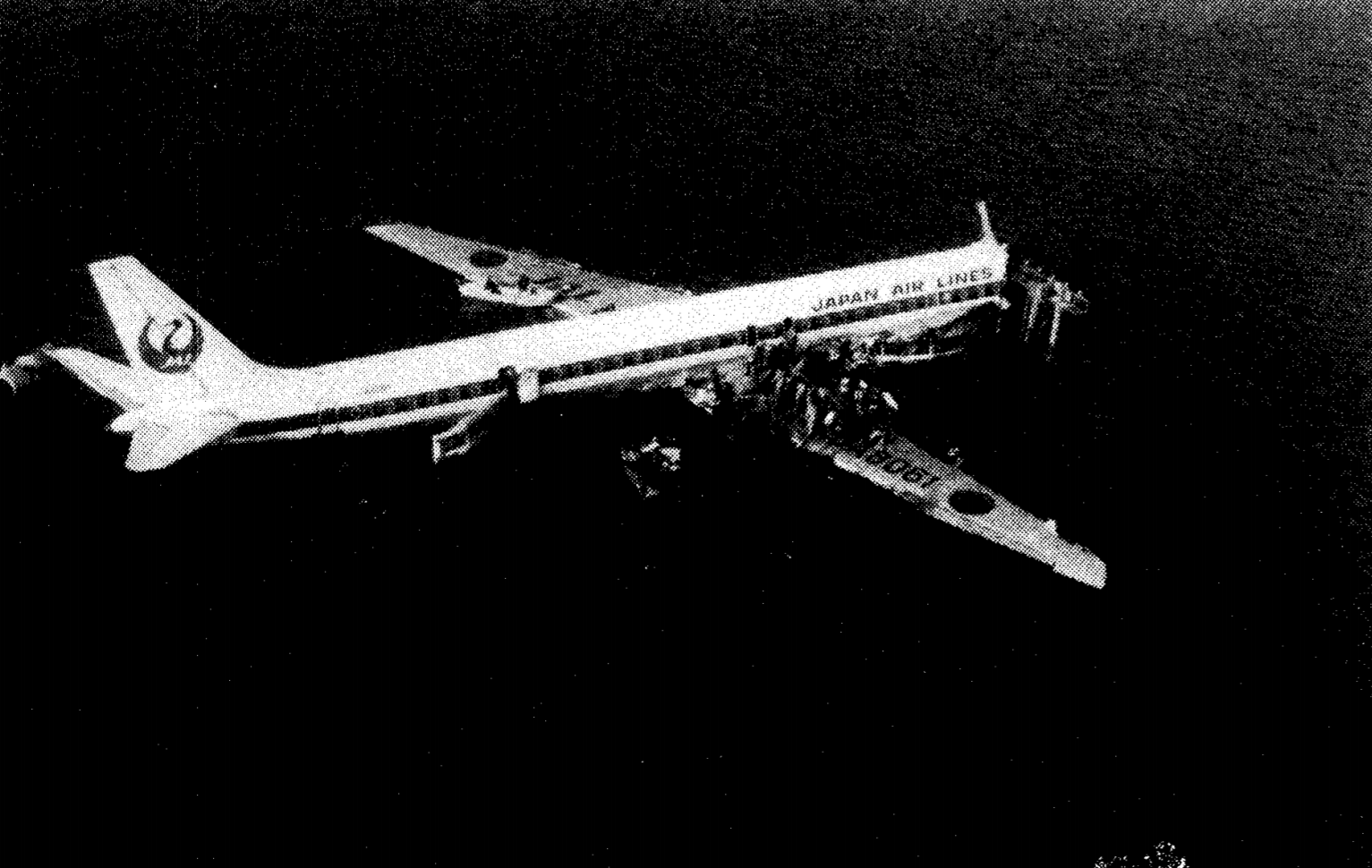
Розбився літак

Екіпаж складався з 35-річного капітана Сейдзі Катагірі (Катагірі Сейдзі), 33-річного першого офіцера Йосіфумі Ісікава та 48-річного бортінженера Йошімі Озакі. Причиною катастрофи було навмисне падіння Катагірі літака.
В одному з повідомлень стверджується, що в польоті капітан задіяв реверси тяги бортових двигунів. В іншому звіті стверджується, що під час спуску Катагірі «скасував автопілот, висунув управління вперед і загальмував дросельні заслінки до холостого ходу». Ішікава та Озакі працювали, щоб стримати Катагірі та відновити контроль. Незважаючи на їхні зусилля, спуск DC-8 не вдалося повністю перевірити, і він приземлився на мілководді за 510 метрів (1673 футів) від злітно-посадкової смуги. Під час аварії частина кабіни DC-8 відокремилася від решти фюзеляжу і продовжувала рухатися кілька метрів, перш ніж зупинилася.
Серед 166 пасажирів і 8 членів екіпажу 24 загинули. Після аварії Катагірі, один із перших, хто взяв рятувальний човен, сказав рятувальникам, що він офісний працівник, щоб уникнути його ідентифікації як капітана. Пізніше було встановлено, що Катагірі страждав на параноїдну шизофренію до інциденту, що призвело до визнання його невинним через божевілля. Слідчі японського уряду пояснили інцидент відсутністю належних медичних оглядів, які дозволили Катагірі здійснити політ.
Відтоді Катагірі був звільнений від психіатричної допомоги і живе поблизу гори Фудзі.